# キンミズヒキ
キンミズヒキ（金水引、学名：Agrimonia pilosa var. japonica ）は、バラ科キンミズヒキ属の多年草。道端や山野で見られ、夏から秋に小さくて黄色い花が総状に集まって咲く。果実にはとげがあって、動物などにくっついて散布される。

## 名称
和名のキンミズヒキの由来は、「金水引」の意で、細長い黄色の花穂を「金色のミズヒキ（タデ科）」にたとえたものである。なおミズヒキは、その花穂を水引にたとえたものであり、バラ科のキンミズヒキとは異なる仲間の植物である。地方により、ヌストグサ、サシグサとも呼ばれる。
中国植物名は、黄龍尾（おうりゅうび）、龍牙草（りゅうげそう）という。中国植物名の「龍牙草」の語源は、葉縁のギザギザした切れ込みから、竜の牙を連想したものと考えられている。
花言葉は、「しがみつく」である。

## 分布と生育環境
日本では、北海道、本州、四国、九州に分布し、低山、山地の道ばたや原野、草地にふつうにみられる。国外では、南千島、サハリン、ウスリー、朝鮮半島、中国大陸、インドシナ半島に分布する。
種子は良く発芽し、丈夫で、容易に栽培もできる。
基本種（基準変種）のシベリアキンミズヒキ（var. pilosa）は、ヨーロッパ東部からシベリア、中国大陸（北部）に分布する。日本の本州の山地草原には、小型のヒメキンミズヒキがある。

## 特徴
秋に野原や草地などを歩くと、衣服にパラシュート形の果実がつくのでよく知られた多年草。
地下の根茎は肥厚する。全体に粗毛が密生しており、茎は直立して、草丈は30 - 150センチメートル (cm) になる。よく分枝し、葉は等間隔に互生する。葉は奇数羽状複葉で、3・5・7・9個の大小不ぞろいの小葉からなる。小葉は菱状長楕円形から菱状倒卵形で長さ3 - 6 cm、幅2 cmほどになり、先端がとがり、葉の縁には粗い歯牙状の鋸歯がある。葉の裏面には白色または帯黄色の腺点が多数ある。葉柄の基部にある托葉は、合着した葉のようなひれがあり、ふつう半卵形で内側に曲がり、縁に粗くとがった鋸歯がある。
花期は夏から秋（7 - 10月）ころ、分枝した茎先に総状花序を作り、黄色く小さな5弁花が穂状に列を作って、やや密につける。花柄が短いので穂状にみえる。1個の苞と2個の小苞がある。花床筒は倒円錐形で、萼片は5個。花の径は6 - 11ミリメートル (mm)。花弁は黄色で5個あり、倒卵形から狭倒卵形で、長さ3 - 6 mm、幅1.5 - 2 mmになる。雄蕊は12本あり、花弁より短い。
果実の花床筒は長さ5 - 6 mm、径4 - 5 mmで、細長い花序に果実が多数つく。果実は痩果で俵形、径3 mmほどの大きさがあり、永存性の萼筒に包まれたまま成熟する。萼筒の上縁に副萼片が変化したものといわれる長さ3 mmのかぎ状の刺があり、衣服や動物の毛に付着して運ばれ、種子が散布される。
- 果時
- 果時の花床筒。鉤状の刺がある。
- 奇数羽状複葉の葉
- 托葉

## 利用
花期の地上部の茎葉には、精油とタンニンを含んでおり、そのうちの主成分となるタンニンは、細胞組織を引き締める収斂作用がある。また、水で煮出した水性エキスには、胆嚢の働きを助ける利胆作用があるといわれている。根には、タンニンのほか、フェノール性配糖体、アグリモノリド、フィトステロール、バニル酸、タキシフォリンなどが含まれるが、根の部分はあまり利用されていない。
8 - 9月ころに、花が咲きはじめたときに地上部の茎葉を刈り取って1 - 2日ほど天日干ししたあと、粗く刻んで陰干ししたものが生薬となり、竜牙草（りゅうげそう）、または仙鶴草（せんかくそう）と呼んでいる。出血、下痢止め、のどの痛み、口内炎、腫れ、あせも、ただれ、かぶれ、湿疹、倦怠疲労に効果があるとされ、竜牙草（仙鶴草）1日量15グラムを約600 ccの水で半量になるまで煎じた汁が利用される。鼻血や血便、下痢などには煎じ汁を1日3回に分けて服用し、扁桃炎、のどの痛みや口内炎には、うがいに使われる方法が知られている。また、皮膚の湿疹・かぶれには、冷ました煎じ汁で冷湿布することにより、タンニンの消炎作用を活用する方法が知られる。
また、春先は山菜として食用にされており、4 - 5月ころに摘み取った若芽や若葉を軽く茹でて水にさらし、お浸しや汁の実、和え物などに調理されている。

## 近縁種
- ヒメキンミズヒキ - 小葉が3 - 5枚で全体に小型で毛も少ない種[10]。
- チョウセンミズヒキ